# Паршино (Волгоградська область)
Паршино (рос. Паршино) — залізничний роз'їзд у Чернишковському районі Волгоградської області Російської Федерації.
Населення становить 5 осіб. Входить до складу муніципального утворення Чернишковське міське поселення.

## Історія
Населений пункт розташований у межах українського історичного та культурного регіону Жовтий Клин.
Згідно із законом від 14 грудня 2004 року № 976-ОД органом місцевого самоврядування є Чернишковське міське поселення.

## Населення
| 2010 |
| ---- |
| 5    |